# Alpe di Paglio
L'Alpe di Paglio, o più semplicemente Paglio, è un alpeggio posto a 1450 m s.l.m. nel comune di Casargo, Provincia di Lecco.
La località è frequentata sia durante il periodo estivo, da appassionati di escursionismo e mountain bike, sia in quello invernale grazie a modesti impianti sciistici.
Negli anni settanta venne costruito lo skilift "Cima Laghetto", e lo skilift Baby, portando lo sci nella località.
Nel 2000 lo skilift Baby venne sostituito da un tapis roulant.
Nel 2005 venne a scadere lo skilift "Cima Laghetto" (scadenza 2001 + proroga di 4 anni) portando così la fine dello sci alpino nella località.
La località non ha più un gestore, da allora.
Ora Paglio è meta in estate di escursionisti (trekking e mountain bike) e in inverno è meta ambita di Scialpinisti (dopo si svolgono anche gare di livello internazionale), ciaspolatori e famiglie per giornate sulla neve.